# لوسیانو گالتی

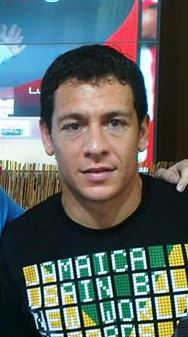
لوسیانو گالتی در سال ۲۰۰۹

لوسیانو گالتی (انگلیسی: Luciano Galletti؛ زادهٔ ۹ آوریل ۱۹۸۰) یک بازیکن فوتبال اهل آرژانتین است.
از باشگاه‌هایی که در آن بازی کرده‌است می‌توان به المپیاکوس، باشگاه فوتبال پارما، باشگاه فوتبال رئال ساراگوسا، باشگاه فوتبال ناپولی، استودیانتس، اتلتیکو مادرید و استودیانتس اشاره کرد.
وی همچنین در تیم ملی فوتبال آرژانتین بازی کرده است.